# Eunidia saucissea
Eunidia saucissea är en skalbaggsart som beskrevs av Stefan von Breuning och Teocchi 1978. Eunidia saucissea ingår i släktet Eunidia och familjen långhorningar. Inga underarter finns listade i Catalogue of Life.